# Benjamin Pavard
Benjamin Pavard, född 28 mars 1996 i Maubeuge i Frankrike, är en fransk fotbollsspelare (försvarare) som spelar för Inter och Frankrikes landslag.

## Klubbkarriär
Pavard började spela fotboll i US Jeaumont som sexåring. 2005 gick han till Lille. Pavard debuterade i Ligue 1 den 31 januari 2015 i en 1–1-match mot FC Nantes. Han spelade totalt 21 matcher i Ligue 1 för Lille.
Den 30 augusti 2016 värvades Pavard av tyska VfB Stuttgart, där han skrev på ett fyraårskontrakt. Pavard debuterade i 2. Bundesliga den 3 oktober 2016 i en 4–0-vinst över Greuther Fürth, där han även gjorde sitt första mål för klubben. Pavard spelade totalt 21 ligamatcher säsongen 2016/2017 då Stuttgart blev uppflyttade till Bundesliga. I december 2017 förlängde han sitt kontrakt i Stuttgart fram till juni 2021.
Den 9 januari 2019 värvades Pavard av Bayern München, där han skrev på ett femårskontrakt med start den 1 juli 2019.
Den 30 augusti 2023 värvade Serie A-laget Inter Pavard på ett femårskontrakt för 30 miljoner euro.

## Landslagskarriär
Pavard debuterade för Frankrikes U19-landslag den 31 mars 2015 i en 2–1-vinst över England, där han blev inbytt i den 67:e minuten mot Olivier Kemen. Totalt spelade han fyra landskamper för U19-landslaget under 2015. Den 10 oktober 2015 debuterade Pavard för U21-landslaget i en 2–1-vinst över Skottland. Han spelade totalt 15 landskamper för U21-landslaget mellan 2015 och 2017.
Den 10 november 2017 debuterade Pavard för A-landslaget i en 2–0-vinst över Wales, där han blev inbytt i halvlek mot Christophe Jallet.
Han vann VM-guld med Frankrike i VM 2018, där hans mål mot Argentina i åttondelsfinalen utsågs till turneringens snyggaste mål. I november 2022 blev Pavard uttagen i Frankrikes trupp till VM 2022.

## Meriter

### Frankrike
- VM-Guld 2018